# 1638 Ruanda
1638 Ruanda eller 1935 JF är en asteroid i huvudbältet som upptäcktes den 2 maj 1935 av den sydafrikanske astronomen Cyril V. Jackson i Johannesburg. Den har fått sitt namn efter Ruanda-Urundi i Afrika.
Asteroiden har en diameter på ungefär 19 kilometer.